# Mega (televizní stanice)
Mega je chilská bezplatná televizní stanice vlastněná společnostmi Grupo Bethia a Discovery Inc. Začala vysílat 23. října 1990.